# Архітектоніка (медицина)
Архітектоніка — цілісна структурна «картина», де структурна організація має взаємопроникливий характер щодо будови (на різних рівнях) та функціонування у тілі людини.
Наприклад, розподіл кори головного мозку за зонами залежно від функціонального навантаження. Лобні частки контролюють програмування та контроль протікання психічної діяльності, лобно-тім'яна ділянка — деталізацію та реалізацію рухових програм, скроневі частки — слухове сприймання, фонематичний аналіз та синтез, потилична ділянка — зорове сприймання і оптико-просторовий синтез, мозочок — координацію рухів.